# Tanaka Yoko
Tanaka Yoko (田中 陽子, sinh ngày 30 tháng 7 năm 1993) là một cầu thủ bóng đá nữ người Nhật Bản.

## Đội tuyển bóng đá nữ quốc gia Nhật Bản
Tanaka Yoko thi đấu cho đội tuyển bóng đá nữ quốc gia Nhật Bản từ năm 2013.

## Thống kê sự nghiệp
| Nhật Bản  | Nhật Bản | Nhật Bản |
| Năm       | Trận     | Bàn      |
| --------- | -------- | -------- |
| 2013      | 4        | 0        |
| Tổng cộng | 4        | 0        |